# Андрий Ярмоленко
Андрий Миколайович Ярмоленко (на украински: Андрій Миколайович Ярмоленко) е украински професионален футболист, който играе като нападател за Динамо Киев и националния отбор по футбол на Украйна.

## Кариера
Ярмоленко започва кариерата си през 2006 г. в тима на Десна Чернигов, след което преминава в редиците на Динамо Киев и печели 3 пъти титлата в украинската Премиер лига.
През 2017 г. се трансферира в Борусия Дортмунд, а една година по-късно се присъединява към състава на Уест Хем.
Дебютира за украинския национален отбор по футбол през 2009 г. и печели наградата Футболист на годината на Украйна 4 пъти – през 2013, 2014, 2015 и 2017 г.

## Постижения

### Клубни
Динамо Киев
- Украинска Премиер лига: 2008/09, 2014/15, 2015/16
- Купа на Украйна: 2013/14, 2014/15
- Суперкупа на Украйна: 2009, 2011

### Лични
- Футболист на годината на Украйна: 2013, 2014, 2015, 2017